# Spoorlijn 214
Spoorlijn 214 is een Belgische industrielijn die van het voormalig station Jupille naar de staalfabrieken van ArcelorMittal loopt. In 2015 is de spoorlijn verlengd tot de Trilogiport de Liège in Hermalle-sous-Argenteau. De spoorlijn is 9,2 km lang. Anno 2020 komen er op onregelmatige basis staaltreinen naar het bedrijf Somef (SO is Lineas) en komt er om de week op maandag een kolentrein, dewelke in de bundel van Monsin wordt beladen (SO is DB Cargo Belgium).

## Aansluitingen
In de volgende plaats is er een aansluiting op de volgende spoorlijn:
Bressoux
Spoorlijn 40 tussen Y Val-Benoît en Maastricht